# Dorette Van de Broek
Dorette Van de Broek (Duffel, 6 februari 1938 - Lier, 1 april 2023) was een Belgische atlete, die gespecialiseerd was in de sprint en het verspringen. Zij veroverde acht Belgische titels.

## Biografie
Dorette Van de Broek begon in 1953 met atletiek en veroverde verschillende Belgische jeugdtitels. In 1957 werd ze voor het eerst Belgische kampioene Alle Categorieën in het verspringen. Ook in 1958 en 1959 veroverde ze de Belgische titel in het verspringen. In 1959 behaalde ze ook de titel op de 100 m. Tussen 1961 en 1963 volgden nog drie opeenvolgende titels in het verspringen en een op de 100 m.
In 1957 verbeterde Van de Broek het Belgische record verspringen van Maria Gysels naar 5,39 m. Later dat jaar bracht ze het naar 5,46 m. In 1962 heroverde ze met een sprong van 5,68 m het record van Jeannine Knaepen. Ook op de 4 x 100 m estafette verbeterde ze met de nationale ploeg viermaal het Belgische record.
In 1963 huwde Van de Broek met Lucien Smolders, een achthonderdmeterloper. Ze kregen snel drie kinderen en daardoor kwam er een einde aan haar atletiekcarrière. In 1971 overwoog ze een comeback, maar een blessure besliste er anders over. In 1973 kreeg het echtpaar Smolders-Van de Broek nog een dochter Anja, die later ook een succesvolle carrière als atlete uitbouwde.
Van de Broek was aangesloten bij Duffel Atletiek Club en kon in 1960 overstappen naar Beerschot Atletiek Club.

## Belgische kampioenschappen
| Onderdeel   | Jaar                               |
| ----------- | ---------------------------------- |
| 100 m       | 1959, 1962                         |
| verspringen | 1957, 1958, 1959, 1961, 1962, 1963 |

## Persoonlijke records
| Onderdeel   | Prestatie      | Datum            | Plaats    |
| ----------- | -------------- | ---------------- | --------- |
| 100 m       | 12,4 s         | 1961             |           |
| 200 m       | 26,2 s         | 1962             |           |
| verspringen | 5,68 m (ex-NR) | 9 september 1962 | Huizingen |

## Palmares

### 100 m
- 1959:  BK AC – 13,1 s
- 1962:  BK AC – 12,4 s

### verspringen
- 1957:  BK AC – 5,05 m
- 1958:  BK AC – 5,16 m
- 1959:  BK AC – 5,26 m
- 1961:  BK AC – 5,41 m
- 1962:  BK AC – 5,47 m
- 1963:  BK AC – 5,30 m

## Onderscheidingen
- 1958: Grote Feminaprijs van de KBAB